# Sauble Speedway
Sauble Speedway est un circuit de course automobile ovale de 1/4 de mile situé à Hepworth, près du site de villégiature de Sauble Beach, Ontario (Canada), à environ 220 km au nord-ouest de Toronto.
La piste est en opération depuis 1969. La populaire série OSCAAR s'y produit au cours de la saison.